# Порт Блер
Порт Блер је највећи град на Андаманима и главни град индијске територије Андамани и Никобари. Лежи на источној обали јужних Андаманских острва и располаже са великом луком. 
Место је названо по Арчибалду Блеру који је радио за Британску источноиндијску компанију која је 1789. основала прву затвореничко-казнену колонију. Данашњи Порт Блер је основан 1858. од стране енглеза. 
Између 1943. и 1944. Порт Блер је био главни стожер Индијске народне армије („Indian National Army“).